# Bohumil Klempt
Bohumil Klempt (17. května 1920 Most – 7. ledna 1950 Věznice Pankrác) byl český dělník a protikomunistický odbojář odsouzený komunistickým režimem k trestu smrti a popravený v roce 1950.

## Životopis
Narodil se v roce 1920 v Mostě.

### Protikomunistický odboj

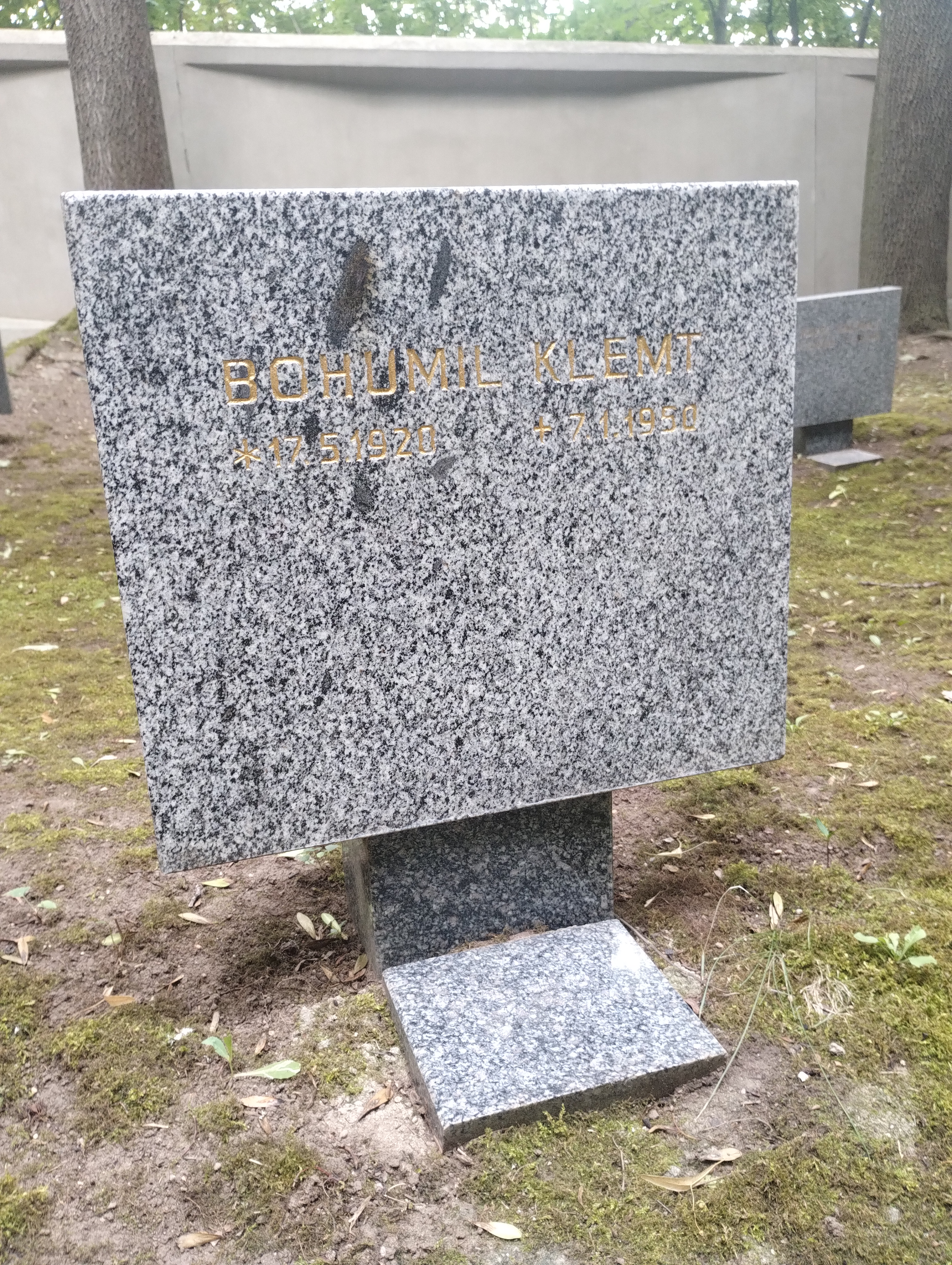
Symbolický náhrobek B. Klempta na Čestném pohřebišti v Ďáblicích

Po únorovém převratu se zapojil do činnosti odbojové skupiny MAPAŽ (MAsaryk - PAlacký - Žižka), která působila převážně na Lounsku. Vedená byla Josefem Hořejším a Kamilem Novotným. Členové skupiny vykonávali řadu protirežimních činností. Byli v kontaktu se zahraničním odbojem přes kontakty u agentů chodců, shromažďovali zbraně, munici a výbušniny, rozšiřovali protikomunistické letáky, finančně podporovali rodinné příslušníky uvězněných atd. S nashromážděnou municí poté skupina v průběhu roku 1949 provedla několik bombových útoků namířených proti místním komunistickým představitelům. Žádný z bombových útoků ovšem nebyl úspěšný, několik osob se skupině podařilo pouze lehce zranit a způsobit jisté materiální škody. Sám Klempt byl nicméně v rámci třetího odboje aktivní i nad rámec působení skupiny. Byl totiž velitelem odbojové skupiny v Ústí nad Labem, přičemž v rámci působení v této skupině vykonával sabotáže na železnici.

### Zatčení a odsouzení
Stejně jako další členové skupiny byl zatčen v létě 1949. Za trestné činy velezrady, vyzvědačství a nedokonané vraždy byl v politickém procesu konaném v říjnu 1949 v sokolovně v Lounech odsouzen k trestu smrti. Popraven byl v lednu 1950.

## Připomínka
Jeho jméno je uvedeno na pamětní desce umístěné na vnější fasádě budovy (lounské sokolovny) na adrese Osvoboditelů 638, 440 01 Louny. Na desce, která byla odhalena 6. ledna 1993 a je věnována vzpomínkce na oběti protikomunistického odboje na Lounsku, je nápis: V TÉTO BUDOVĚ SE VE DNECH 22.-24.10.1949 / KONALO PŘELÍČENÍ STÁTNÍHO SOUDU V PRAZE / S 23 ČLENY PROTIKOMUNISTICKÉ SKUPINY Z LOUNSKA. // BYLY VYNESENY 4 TRESTY SMRTI A 4 TRESTY NA DOŽIVOTÍ. / OSTATNÍM ODSOUZENÝM VYNESL SOUD ÚHRNNÝ TREST / 254 LET V KOMUNISTICKÝCH ŽALÁŘÍCH. // KAMIL NOVOTNÝ JOSEF PLZÁK / JOSEF HOŘEJŠÍ BOHUMIL KLEMPT / BYLI 7.1.1950 POPRAVENI.

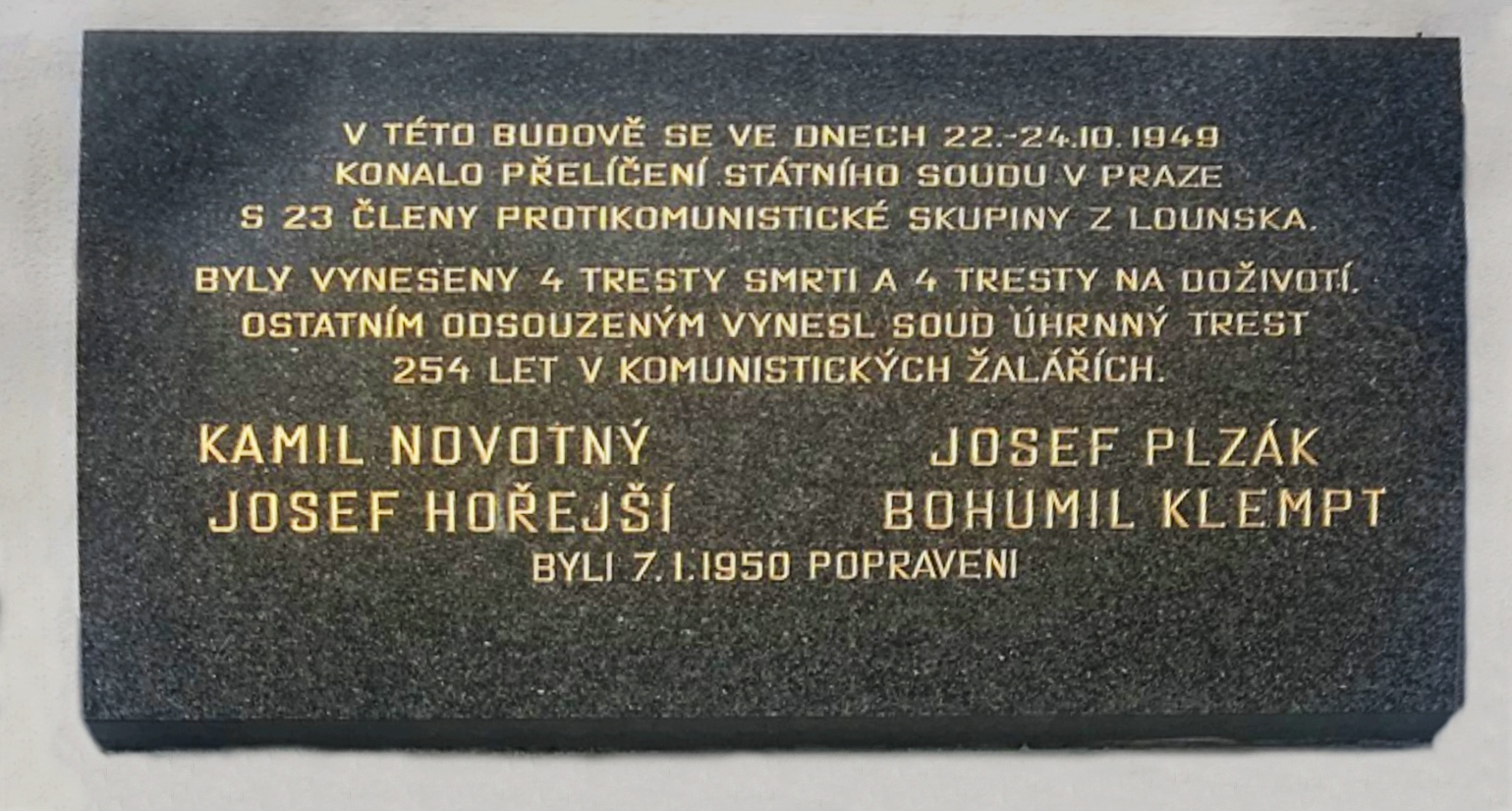
Pamětní deska na lounské sokolovně